# Лобко Віктор Миколайович
Віктор Миколайович Лобко (нар. 6 травня 1945, село Клепочі Несвізького району Мінської області, тепер Білорусь) — радянський державний діяч, секретар ЦК КП Узбекистану, президент Петербурзького державного університету шляхів сполучення Імператора Олександра I. Депутат Верховної ради Узбецької РСР. Кандидат соціологічних наук, кандидат політичних наук. Дійсний член Муніципальної академії Російської Федерації.

## Життєпис
Народився в родині залізничника.
У 1967 році закінчив будівельний факультету Ленінградського інституту інженерів залізничного транспорту імені академіка Образцова, інженер шляхів сполучення — будівельник.
У 1967—1968 роках працював інженером у проєктно-дослідницькому інституті «Лендіпротранс». З 1968 по 1969 рік — майстер будівельного тресту «Севзапдорстрой» Ленінградської області. Член КПРС.
У 1969—1973 роках — завідувач відділу Гатчинського районного комітету ВЛКСМ; 2-й секретар, потім 1-й секретар Гатчинського міського комітету ВЛКСМ Ленінградської області.
У 1973—1974 роках — секретар, 2-й секретар Ленінградського обласного комітету ВЛКСМ.
У травні 1974—1978 роках — 1-й секретар Ленінградського обласного комітету ВЛКСМ.
У 1979—1983 роках — 1-й секретар Кронштадського районного комітету КПРС Ленінградської області.
У 1981 році закінчив Академію суспільних наук при ЦК КПРС за спеціальністю «партійне та радянське будівництво».
У 1983—1986 роках — завідувач відділу, секретар Ленінградського обласного комітету КПРС.
1 лютого 1986 — 24 серпня 1988 року — секретар ЦК КП Узбекистану.
У 1988—1990 роках — інспектор, завідувач сектору, заступник завідувача відділу партійного будівництва та кадрової роботи ЦК КПРС.
У 1989 році як представник ЦК КПРС перебував у Тбілісі, брав участь у прийнятті рішення про розгін демонстрації 9 квітня 1989 року силами армії, під час якого були загиблі та поранені.
У 1990—1998 роках — заступник начальника Октябрської залізниці з кадрів та соціальних питань в місті Ленінграді (Санкт-Петербурзі).
У 1998—2003 роках — 1-й заступник керівника канцелярії адміністрації губернатора Санкт-Петербурга.
У листопаді 2003—2009 роках — віце-губернатор Санкт-Петербурга — керівник адміністрації губернатора Санкт-Петербурга.
З 2009 року — на пенсії.
У листопаді 2009—2019 роках — президент Петербурзького державного університету шляхів сполучення Імператора Олександра I.

## Нагороди і звання
- орден Трудового Червоного Прапора
- орден «За заслуги перед Вітчизною» IV ст. (Російська Федерація)
- орден «Святого князя Олександра Невського» І ст. (Російська Федерація)
- орден «Петра Великого» І ст. (Російська Федерація)
- орден «Святого Даниїла» ІІ ст. (Російська Федерація)
- орден «Серафима Саровського» ІІІ ст. (Російська Федерація)
- пам'ятна медаль імені Бетанкура
- медалі
- знак «Почесному залізничнику»
- знак «За заслуги перед Санкт-Петербургом»
- Почесний громадянин міста Кронштадта Ленінградської області
- Почесний громадянин міста Пушкіна Ленінградської області
- Дійсний державний радник Санкт-Петербурга 1-го класу